# Рипп, Эд Эрл
Эд Эрл Рипп (англ. Ed Earl Repp, 1901—1979) — американский писатель и сценарист, автор научно-фантастических произведений и вестернов.

## Биография
Родился в 1901 году. Начинал как рекламщик и газетный репортёр. Дебютировал в фантастике в августе 1929 года сразу двумя публикациями — рассказом «По ту сторону гравитации» («Beyond Gravity») в журнале «Air Wonder Stories» и небольшим романом «Бассейн радия» («The Radium Pool») в «Science Wonder Stories».
Произведения Эда Эрла Риппа относились к приключенческой фантастике, которую охотно публиковали не только специализированные «фантастические» журналы, но и «общежанровая» периодика, для которой автор писал и нефантастические рассказы и повести. Он также экспериментировал с комбинированием жанров — например, выпустил в 1939—1943 годах в «Amazing Stories» цикл детективно-фантастических рассказов о сыщике-ученом Джоне Хэйле. Некоторые публикации Риппа подписаны псевдонимом "Бреднер Бакнер".
Начиная с 1934 года Рипп сотрудничал с голливудскими студиями и написал сценарии к нескольким десяткам второстепенных фильмов, в основном вестернов.
К середине 1940-х годов Эд Эрл Рипп полностью переключился на вестерны и продолжал их публиковать на протяжении нескольких десятилетий, также продолжая поставлять киностудиям сценарии для фильмов и телесериалов.
Скончался в 1979 году.